# Héctor López (piłkarz)
Héctor Manuel López Ulloa (ur. 7 czerwca 1971 w Guadalajarze) – meksykański piłkarz występujący na pozycji środkowego obrońcy, obecnie asystent trenera Santos Laguny.

## Kariera klubowa
López pochodzi z miasta Guadalajara i jest wychowankiem tamtejszego zespołu Club Atlas. W meksykańskiej Primera División zadebiutował 18 kwietnia 1992 w przegranym 0:1 spotkaniu z Monterrey i już w kolejnym sezonie wywalczył sobie miejsce w wyjściowej jedenastce. Premierowego gola w najwyższej klasie rozgrywkowej strzelił 4 lutego 1995 w zremisowanej 2:2 konfrontacji z Necaxą. W sezonie Verano 1999 wywalczył z Atlasem tytuł wicemistrza Meksyku, tworząc podstawowy duet środkowych obrońców z Rafaelem Márquezem. Ogółem barwy Atlasu reprezentował przez niemal osiem lat, zdobywając 11 goli w 240 ligowych meczach.
Latem 1999 López przeszedł do zespołu CF Monterrey, gdzie spędził w roli podstawowego piłkarza pół roku, po czym został zawodnikiem Club Santos Laguna z siedzibą w mieście Torreón. Już w pierwszym sezonie – Verano 2000 – osiągnął z Santos Laguną wicemistrzostwo kraju, natomiast rok później, w rozgrywkach Verano 2001, zdobył jedyny w swojej karierze tytuł mistrzowski, będąc kluczowym graczem ekipy. Wiosnę 2002 spędził na wypożyczeniu w CF La Piedad, z którym spadł do drugiej ligi. Po powrocie do Santos Laguny wywalczył z tą drużyną mistrzostwo InterLigi w 2004 roku, dzięki czemu mógł wziąć udział w Copa Libertadores, gdzie odpadł w 1/8 finału.
W lipcu 2004 López podpisał umowę z Dorados de Sinaloa, w którym występował przez następne dwa lata, spadając z nim do drugiej ligi po sezonie 2005/2006. Karierę zakończył w wieku 36 lat jako rezerwowy w stołecznym klubie Cruz Azul.

## Kariera reprezentacyjna
W 1998 roku López został powołany przez selekcjonera Manuela Lapuente na Złoty Puchar CONCACAF, gdzie 4 lutego w wygranym 4:2 spotkaniu z Trynidadem i Tobago zadebiutował w kadrze narodowej. Łącznie wystąpił na tym turnieju trzykrotnie, natomiast jego kadra triumfowała w rozgrywkach. Swój bilans reprezentacyjny zamknął na pięciu rozegranych meczach bez zdobytej bramki.

## Kariera trenerska
Karierę szkoleniową López rozpoczął w 2010 roku jako asystent trenera Benjamína Galindo w swoim byłym zespole – Club Atlas. Spędził tam rok, po czym razem z Galindo odszedł do innej drużyny, w której występował już jako piłkarz – Club Santos Laguna, także pełniąc funkcję asystenta.